# Steve Binetti
Steve Binetti (né le 1er juin 1966) est un musicien et compositeur allemand. Membre reconnu de la scène musicale underground de Berlin, Binetti a joué avec de nombreux groupes de rock and roll et de blues et a enregistré des albums en solo, tout comme au sein de différents groupes.

## Biographie
Depuis 1984, Binetti a joué dans les groupes Hard Pop, B.R.O.N.X. Une sélection de ses enregistrements avec ces groupes a été éditée sur différents albums de compilation par l’ancien label musical alternatif Est allemand Die anderen Bands. Binetti a joué avec de nombreux musiciens reconnus de la scène allemande, tel que Steven Garling, Conny Bauer (en), Klaus Selmke, Peter Hollinger (de) et Frank Neumeier.
Steve Binetti a travaillé comme compositeur et musicien dans de nombreux théâtres allemands depuis 1992, dont la Volksbühne de Berlin, le Schillertheater de Berlin, le théâtre Maxime Gorki, et le Schauspielhaus à Brême. Il a dans un premier temps composé et joué dans les pièces de Frank Castorf dans les pièces Orange mécanique, Fruen fra Havet, Hochzeitsreise, Terrordrom et Im Dickicht der Städte. En 2006, il a composé la musique du film Herzentöter.

## Discographie
- Delphinium and Cynosure (BMG, 1991)
- The Complete Clockwork Orange Soundtrack (Drunkenkid-Music, 1993)
- Fruen fra Havet (Drunkenkid-Music, 1994)
- Thicket (Drunkenkid-Music, 2006)
- Herzentöter – Remixed and Original Soundtracks from the Motion Picture (Ziegler-Verlag, Drunkenkid-Music, 2007)
- Driving Alone (Drunkenkid-Music, 2007)
- Kean (Drunkenkid-Music, 2009)
- Paris, Texas (Drunkenkid-Music, 2011)